# Чернецька Валентина Петрівна
Валентина Петрівна Чернецька (нар. 13 червня 1953) — українська радянська діячка, новатор сільськогосподарського виробництва, агроном колгоспу «Шляхом Леніна» Миколаївського району Одеської області. Депутат Верховної Ради УРСР 10-го скликання.

## Біографія
Освіта середня спеціальна. Член ВЛКСМ.
З 1972 року — бригадир-насіннєвод, агроном колгоспу «Пам'ять Ілліча» Миколаївського району Одеської області; агроном колгоспу «Шляхом Леніна» села Левадівки Миколаївського району Одеської області.
Потім — на пенсії в селі Левадівці Миколаївського району Одеської області.